# Balduinus Iuvenis

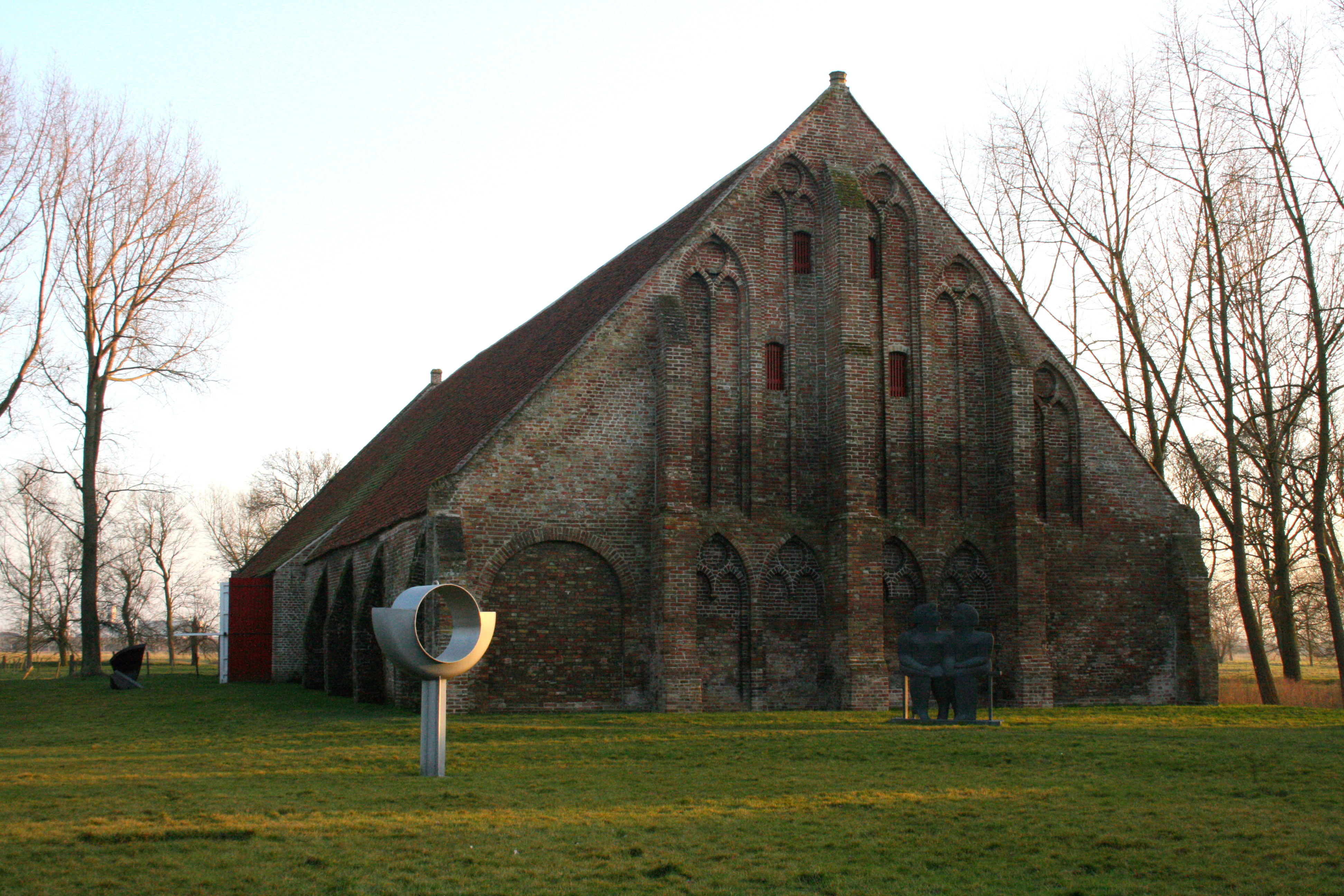
Abdij Ter Doest, in het graafschap Vlaanderen

Balduinus Iuvenis of Boudewijn de Jonghe (graafschap Vlaanderen, 13e eeuw) was een cisterciënzer monnik in de abdij Ter Doest, in het graafschap Vlaanderen. Hij schreef verzen in het Latijn.
Het enige bekende werk van hem is de vertaling naar het Latijn van het epos Van den vos Reynaerde. De Latijnse titel was Reynardus Vulpes. De eerste regel luidde: 
Fabula Reynardi, sicut reor, agnita multis Teutonice scripta, metrificata sonet. Dit betekent: De fabel van Reynaerde in het Diets geschreven is bekend aan velen, zoals ik aanneem; dat zij (hier) metrisch klinke (in het Latijn). Met andere woorden, het epos van Willem die Madocke maecte, schreef Balduinus in Latijnse hexameters en pentameters. De stijl is deze van Ovidius en andere dichters uit de tijd van keizer Augustus.
Het werk droeg Balduinus op aan Jan van Vlaanderen, proost van Sint-Donaas in Brugge en proost van het Sint-Pieterskapittel van Rijsel. Jan was eveneens kanselier van het graafschap Vlaanderen. Deze Jan was nog geen bisschop, wat alle datering van Reynardus Vulpes situeert voor het jaar 1280, het jaar van Jans bisschopswijding. Balduinus zwaaide lof toe aan kanselier Jan; hij roemde zijn adellijke afkomst, zijn goddelijke naam Jan en zijn schoonheid. Over zijn auteursnaam schreef Balduinus ironisch: Baldwini nomine qui Iuvenis, corpore nempe Senex, wat betekent: van Boudewijn, in naam hij die jong is, maar toch wel oud is van lichaam.
Pas in de 19e eeuw ontstond er aandacht voor Balduinus Iuvenis; eeuwenlang was hij vergeten.
- Digitale Bibliotheek voor de Nederlandse Letteren: bald002
- Gemeinsame Normdatei: 10242263X
- Virtual International Authority File: 32387059
- WorldCat: E39PBJg4pj7VHXV4GVj8vB3PcP